# Rosa Maria Bonàs Pahisa
Rosa Maria Bonàs Pahisa (Santa Perpètua de Mogoda, 8 de juny de 1951) és una biòloga i política catalana, diputada al Congrés dels Diputats en la VIII legislatura.

## Biografia
Nascuda a Santa Perpètua de Mogoda el 8 de juny de 1951, és llicenciada en Biologia per la Universitat de Barcelona i delegada farmacèutica. Va començar la seva carrera política com a regidora d'ERC a l'ajuntament de Santa Perpètua de Mogoda. A les eleccions generals de 2004 va ser escollida diputada al Congrés dels Diputats.

## Tasca parlamentària
Rosa Maria Bonàs ha treballat durant la legislatura 2004-2008 en diferents comissions entre les quals destaquen Assumptes Exteriors, Medi Ambient, comissió mixta per la Unió Europea i especialment a Sanitat, on el 27 de juny de 2006 es va aprovar un moció defensada per ella per a prevenir els trastorns de la conducta alimentària.

## Vida privada
És casada i té dos fills.